# عصب تحت كتفي علوي
يخترق العصب تحت الكتفي العلوي أو العصب تحت الكتفي القصير عضلة تحت لوح الكتف من جزئها العلوي. ودائمًا ما يشار إليه بفرعين. يتفرع العصب تحت الكتفي العلوي من العصب العنقي الخلفي (ع5 وع6) والفرع الخلفي للضفيرة العضدية.

## صور إضافية

الضفيرة العضدية.
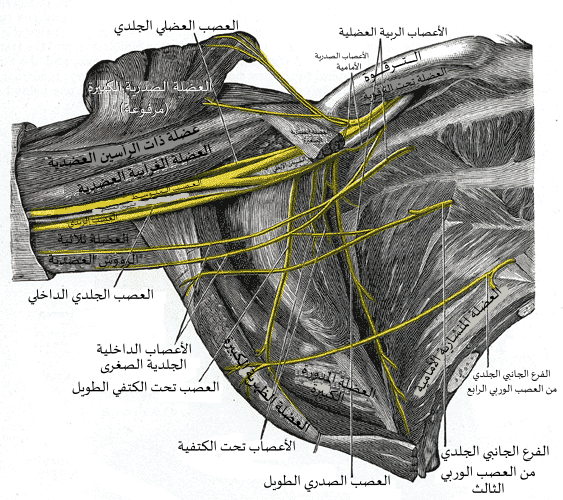
منظر سغلي من الخلف للضفيرة العضدية اليمنى (جزء ما تحت الترقوة) في الحفرة الإبطية.